# Falsotrachystola
Falsotrachystola – rodzaj chrząszczy z rodziny kózkowatych i podrodziny zgrzypikowych.

## Zasięg występowania
Przedstawiciele tego rodzaju występują w Chinach.

## Systematyka
Do Falsotrachystola należą 2 gatunki:
- Falsotrachystola asidiformis
- Falsotrachystola dongi
- Falsotrachystola torquata